# Апозиційний ріст
Апозиційний ріст (від лат. apponere - додавати, прикладати) - зростання структурного утворення, тканини або органу внаслідок накладання нових шарів. Даний ріст характерний для тканин, які за рахунок периферичних накладень нових шарів раніше сформовуються; наприклад, ріст стебел рослин в товщину, зростання кісток і хрящів у хребетних.
Апозиційний ріст пухлини,відбувається за рахунок неопластичної трансформації нормальних клітин в пухлині, що спостерігається в пухлинному полі. Зростання пухлини відбувається за рахунок додавання нових шарів на периферію певної частини, або структури. Тканини формуються з жорстких матеріалів.